# كارل ثيودور سيفيرين
كارل ثيودور سيفيرين (بالألمانية: Carl Theodor Severin)‏ هو مهندس معماري ألماني، ولد في 13 سبتمبر 1763 في Mengeringhausen ‏ في ألمانيا، وتوفي في 20 فبراير 1836 في باد دوبران في ألمانيا.